# Wei Xing
Wei Xing (chinois simplifié : 卫星 ; pinyin : wèi xīng) est une artiste peintre d'origine chinoise, née en 1988 à Jinan (Chine), qui vit et travaille à Paris,.

## Biographie
Née dans une famille d'artiste, entre 2006 et 2010, elle fait ses études universitaires à l'Institut Supérieur des Beaux-arts de Tianjin. En 2010, elle arrive en France, puis, elle étudie pendant quatre ans à l'École Nationale Supérieure des Beaux-arts de Paris, étant élève de Jean-Michel Alberola, et elle a obtenu son diplôme de DNSAP,.
Elle travaille essentiellement dans son atelier installé à Yvelines.

## Pratique artistique
Son apprentissage de la peinture traditionnelle chinoise à partir de son enfance et adolescence est sous l'influence des grands maîtres, comme Shitao, Nizan. Avec une passion pour la nature, il existe une perception sensible et fantastique vis-à-vis de la peinture chinoise, ainsi que l'observation scientifique pratiquée dans la perspective dessinée en occident au sein de son œuvre.
Son œuvre est un voile soulevé sur une nature qui se laisse surprendre, se laisse découvrir au travers des peintures de l'artiste. C'est une nature non anthropique pour s'affirmer dans sa force infinie. Wei Xing permet la découverte de cette volonté irrépressible, en deçà de la douceur, et en deçà de la simple représentation, mais sans terreur. Quand on retrace, ensuite, la diachronie des évolutions plastiques de cette artiste. On assiste à l'émergence de créations qui quittent la pesanteur d'un monde humain, trop humain pour envisager une transcendance. 

## Œuvres (collection)
- Sans Titre, l'huile sur toile, 38 x 46 cm, 2022, collection privée, Allemagne[7]
- Dessins de petit format, peinture sur papier de riz, crayon et gouache sur papier, 25 x 30 cm, 2021, collection public
- Voyage est un paysage - I, II, III, IV, l'huile sur toile, 30 x 30 cm, 2020, collection privée[7]
- Voyage est un paysage - V, l'huile sur toile, 54 x 73 cm, 2019, collection privée[7]
- État pur-XVI, l'huile sur toile, 73 x 50 cm, 2017, Vincent Branchet, acteur français
- Le voyage, l'huile sur toile, 50 x 60 cm, 2017, collection privée
- La mémoire, l'huile sur toile, 30 x 30 cm, 2015, collection privée
- Journaux des portraits de Saint-Rémy, l'huile sur toile, 324 × 130 cm, 2013, Michèle Doucet, Vieille Charité de Marseille
- Ramble over the cloud, lithographie en papier japon, 33 x 42 cm, 2013, édités par Item Paris, Bibliothèque Nationale de France
- Les journaux des portraits, acrylique sur toile, 158 x 180 cm, 2012, collection privée
- Promenade dans L'eau, l'huile sur toile, 30 x 30 cm, 2012, Jany Lauga, CAPC musée d'art contemporain de Bordeaux
- Quelle est la guerre, l'huile sur toile, 50 x 50 cm, 2012, Jean-Michel Alberola, artiste français, professeur à l'École des beaux-arts de Paris
- Aussi le moment de la floraison, l'huile sur toile, 40 x 40 cm, 2009, Ting Hsin International Group[8]
- Seul au sommet, Reloaded et Voyager comme ça, l'huile sur toile, 40 x 40 cm, 2009, Institut Supérieur des Beaux-arts de Tianjin.

## Exposition personnelle
- 2014  
  - Écrire Une Image, Atelier Jean-Michel Alberola, Beaux-Arts de Paris[9]
- 2013  
  - WEI Xing exposition, Péniche six- huit, Paris[10],[5]
- 2012  
  - Interlacing, Galerie Artenact, Paris
  - Jardin Secret De La Rive Gauche, Galerie de Beaux-Arts de Paris
- 2010  
  - La Vie Comme De La Poésie, l’Institut des Beaux-Arts de Tianjin, Chine[11],[12]

## Exposition collective
- 2019
  - 27e Édition d'Art Cheval, Centre d'Art Contemporain Bouvet-Ladubay, Saumur, Pays de la Loire[13],[14],[15],[16],[17],[18],[19],[20]

- 2018
  - Exposition Duocai 2018, Jinan Art Museum, Jinan, Chine[21],[22]
- 2016  
  - Exposition Premier Edition Prix Juvenars, La Bellevilloise, Paris[23]
  - Jeux, Tu...Ils, Sélectionnée et organisée par UNICEF et MSC MANI, Paris[24],[25],[26],[27]
  - États Sauvages, Galerie La Ralentie, Paris[28]
  - 11e Festival Jeunes Créateurs, Nogent-sur-Marne
- 2015  
  1. État pur, Espace Rachi, Centre d'Art et de Culture, Paris[29]
  2. JingDongJiXi, Espace Jean Racine, Centre Culturel Saint-Rémy-Lès-Chevreuse[30],[31]
  3. Petits Formats 2015, Espace Art Contemporain AVV, Saint-Mathurin-sur-Loire[32]
  4. 1re Biennale de Fontenay-Le-Fleury, Fontenay-Le-Fleury, Yvelines[33]
  5. Exposition des artistes des Rencontres Internationales, Galerie La Citerne, Les-Baux-De-Provence
  6. Je Suis..., La Maison des Ensembles, Paris[1],[4]
  7. 2e Festival International d’Art de Nan Jing, NanJing, Chine
  8. Courts Formats #2, Centre Culturel de la Jonquière, Du Rififi aux Batignolles
  9. 1re Exposition Internationale d’Art Plastique, Shu Sheng Ge, LinYi, Chine
  10. La Rencontre Stand-Art, Espace Stand-Art, Paris
  11. 15e Edition Grand Salon d’Art Abordable, Paris
  12. Prix Rose Taupin-Dora Bianka et Keskar, Palais des beaux-arts, Beaux Arts de Paris[34]
  13. Illimité, Espace Des Arts Sans Frontières, Paris
- 2014
  - 1re Edition Exposition Internationale Biennale de Qingdao, Centre d'art contemporain et de la culture de Qingdao, Chine.
- 2013  
  - 2e Rencontre Internationale des élèves d'art , la Chapelle Notre Dame de Pitié, Saint-Rémy de Provence[35],[36],[37]
  - Ailleurs, exposition de l’atelier Jean-Michel Alberola, Galerie de Beaux-Arts de Paris
- 2012  
  - Hivernales de Paris-Est, Salon, Palais des congrès, Montreuil
  - Être et Temps, Institut d’études Supérieures des Arts, Paris
  - La Matière Du Corps, Espace Des Arts Sans Frontières, Paris
- 2010  
  - All In The Game, Musée HeXiangNing, palais des beaux-arts de ShenZhen, Chine[12],[8]
- 2009  
  - La Création et L’Avenir, Numéro six propriété de l'art, Tianjin, Chine[12],[8]